# IC 4489
IC 4489 је елиптична галаксија у сазвјежђу Волар која се налази на листи објеката дубоког неба у Индекс каталогу.
Деклинација објекта је + 18° 31' 43" а ректасцензија 14h 43m 16,0s. Привидна величина (магнитуда) објекта IC 4489 износи 15,5 а фотографска магнитуда 16,5.